# Fenris (personaggio)
Fenris è il nome di battaglia dei gemelli Andreas e Andrea von Strucker, personaggi dei fumetti Marvel Comics creati da Chris Claremont e John Romita Jr.. I due personaggi sono mutanti figli del Barone Strucker e appaiono per la prima volta sulle pagine di Uncanny X-Men n. 194 (giugno 1985); appaiono invece come coppia di supervillain chiamati "Fenris" in Uncanny X-Men n. 200 (dicembre dello stesso anno).

## Biografia del personaggio
Andreas e Andrea sono i due figli gemelli del barone Wolfgang von Strucker, il capo dell'organizzazione terroristica HYDRA. I due gemelli vennero geneticamente modificati durante la gravidanza della madre e svilupparono un potere che consente loro di sprigionare una grande quantità di energia quando entrano fisicamente in contatto l'uno con l'altra.
Furono addestrati dal padre secondo gli ideali nazisti e svilupparono una rapporto incestuoso. In età adulta fondarono un'organizzazione criminale chiamata Fenris, termine che fu anche utilizzato come loro nome in codice. Col nome di Fenris combatterono contro gli X-Men, X-Factor e Magneto.
Andreas inizia a vestire i panni di Spadaccino dopo il lavaggio del cervello subito da Helmut Zemo, che nel frattempo ha anche ucciso la sorella. Zemo innesta un campione di tessuto della sorella nell'elsa della spada, in modo tale da incanalare nell'arma il potere dei gemelli e richiamarlo a comando.
Dopo la caduta di Zemo, Spadaccino rimane nei nuovi Thunderbolts sotto il comando di Norman Osborn. Osborn, per trattenerlo in squadra, gli promette di clonare la sorella, sebbene sia chiaro che in realtà non ha nessuna intenzione di mantenere la promessa.
Poco tempo dopo, non ottenendo prove effettive dell'intenzione di Osborn di clonare la sorella Andrea, lo Spadaccino si rivolge ad Arnim Zola (vecchio amico di suo padre ed esperto di genetica) barattando la clonazione della sorella con una possibilità di fuga dai Thunderbolts che stanno per sopraggiungere. Nonostante l'arrivo dell'Uomo Radioattivo, Arnim fugge e accetta la proposta di Andreas.
Arnim Zola mantiene fede alla parola data e clona la sorella di Andreas; purtroppo, durante l'invasione degli Skrull, Moonstone (che credeva che la sorella di Andreas fosse un alieno) la uccide.
Osborn fa credere allo Spadaccino che i responsabili sono gli Skrull, spingendolo ad attaccarli e combatterli con tutta la sua furia.
In seguito Andreas ha un alterco con Norman per il mancato assegnamento della sua persona al gruppo dei Vendicatori. Le continue lamentele fanno riaffiorare la coscienza di Goblin nella mente di Norman. A seguito di un controllo mentale telepatico, Andreas è spinto alla ribellione contro Osborn e i Thunderbolts. Fa esplodere la navetta Zeus e corrompe alcune guardie convincendole a passare dalla sua parte. Gli scontri che seguono vedono Spadaccino battere facilmente Venom, per poi essere sconfitto e letteralmente crocifisso subito dopo nello scontro con Norman Osborn, ritornato per l'occasione a vestire i panni del Goblin.

## Poteri e abilità
I Fenris possono sprigionare raggi di energia distruttiva quanto sono in contatto fisico fra loro. Andreas, come Spadaccino, è abilissimo nell'uso della spada ed è stato in grado di sconfiggere da solo superumani come Venom. Andreas ha innestato un frammento di tessuto biologico della sorella nell'elsa della spada in modo da incanalare energia in essa.

## Altre versioni
Nell'universo Ultimate Marvel i gemelli presiedono alla Fenris International e hanno un rapporto incestuoso. Anche in questa versione hanno poteri energetici solo se sono in contatto fra di loro. Cercano invano di arruolare Gambit e Rogue nella loro lotta contro l'Homo sapiens sapiens.

## Altri media

### Televisione
- Nel film TV Nick Fury (1998) appare Andrea von Strucker come villain principale, interpretata da Sandra Hess. In questa versione Andrea viene presentata come Viper.
- "Fenris" è la password per attivare l'autodistruzione dell'Isola HYDRA nella serie animata Avengers - I più potenti eroi della Terra.
- Nella serie TV The Gifted (2017-2018) i protagonisti sono due fratelli mutanti dai capelli biondi il cui cognome è Strucker: Lauren Strucker (interpretata da Natalie Alyn Lind) e Andy Strucker (interpretato da Percy Hynes White). Entrambi hanno poteri di tipo energetico/telecinetico e sono pronipoti dei gemelli Fenris, Andreas e Andrea von Strucker.

### Videogiochi
- Andreas von Strucker, nelle vesti di Spadaccino, compare nel videogioco Marvel: La Grande Alleanza.